# ピンポンノキ属

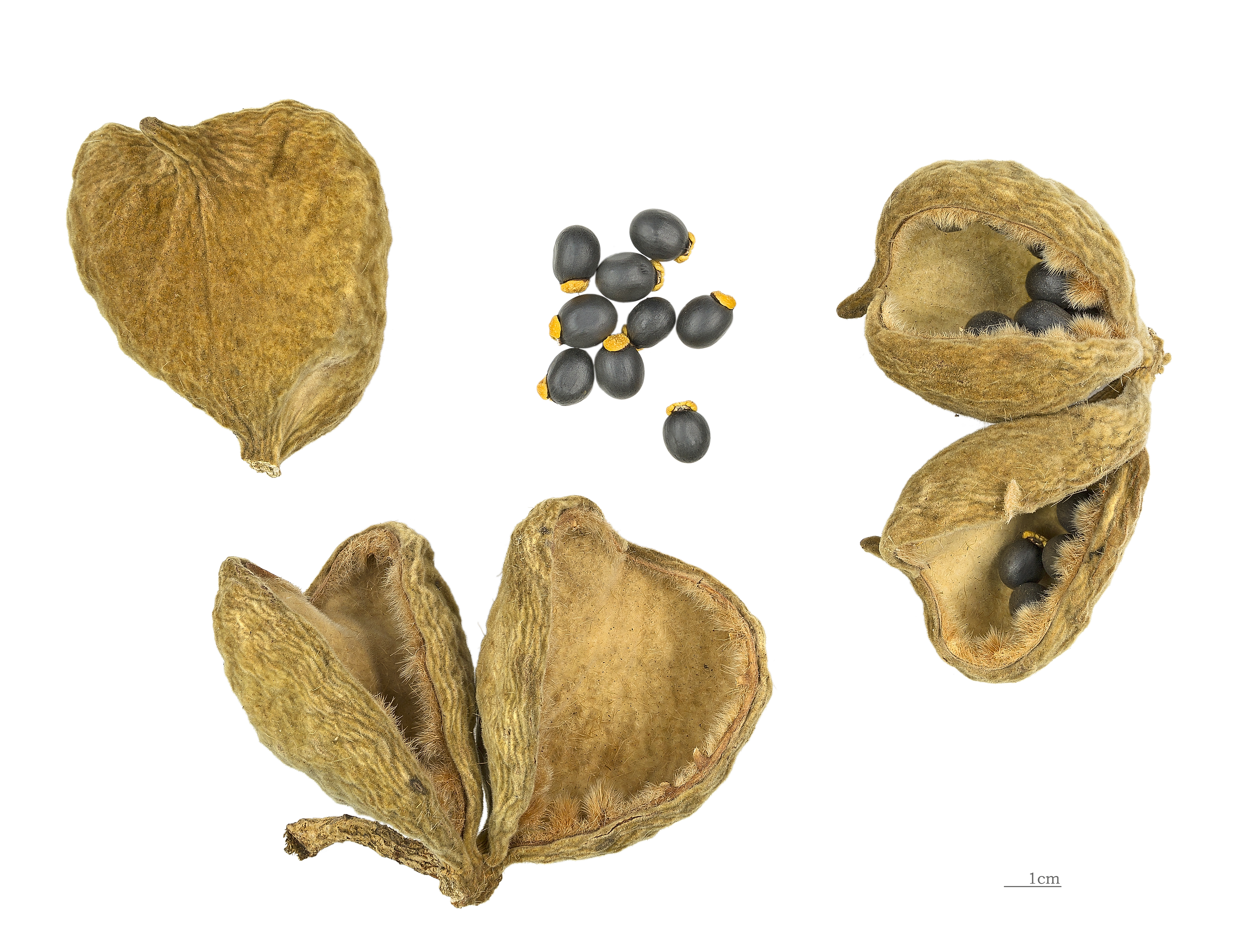
Sterculia setigera

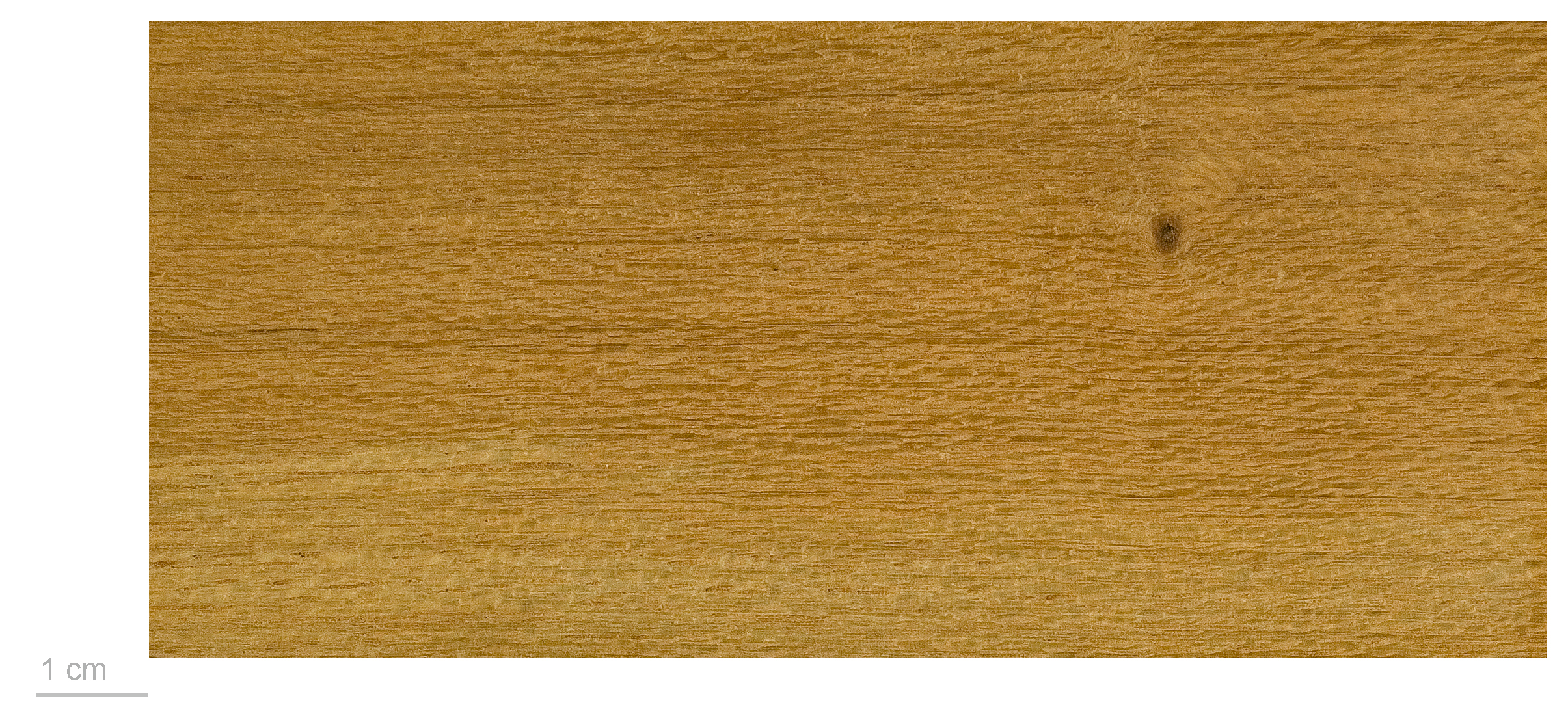
Sterculia pruriens

ピンポンノキ属（ぴんぽんのきぞく、Sterculia）は、アオイ科（従来の分類ではアオギリ科）の属の一つである。旧アオギリ科の代表属で、科に含まれる種の3割に当たる二百数十種が含まれる。

## 名前の由来
属名はローマ神話に出てくるトイレの神様、転じて「うんこ」からで、この属の植物の中には、ハエに受粉させるために、それとおぼしき悪臭を放つ花を咲かせるものがあることに由来する。なお、日本語の属名は、英語のpingpong treeからだが、これは中国語の苹婆または蘋婆がなまったもので、卓球用のピンポン球とは全く関係がない。

## 性状
性状が雑多で、かなり性質の違ったものが含まれることから、学者によっていくつかの属に分割することもある。熱帯から亜熱帯のアジアに多いが、アフリカや南米にも自生種がある。中国にはいくつかの種が自生しているが、日本のものはない。常緑または落葉の高木で、樹高は10メートルくらいのものが多い。幹は直立し、葉は普通互生し、前縁のものと、羽状または掌状の切れ込みが入ったものがある。葉の大きなものが多い。花は雌雄同花で、花弁が退化しているものが多いが、代わりに萼片が発達して美しいものがある。果実は大きく、果肉や種子が食用として利用されているものがかなりある。

## 利用
欧米では、観賞用として栽培されている種がいくつかある。また、原産地を中心に果肉や種子が食料として利用されている。